# Nazan Akın
Pour les articles homonymes, voir Akın.
Nazan Akın Güneş, née le 1er septembre 1983  à Diyarbakır (Turquie), est une judokate turque malvoyante (classe de handicap B3) concourant dans la catégorie des plus de 70 kg,. Elle a remporté la médaille d'argent aux Jeux Paralympiques de 2012 et la médaille de bronze aux Jeux Paralympiques d'été de 2024.

## Carrière sportive
Nazan Akın a remporté la médaille de bronze à l'Open d'Allemagne en 2008.
En 2011, elle a concouru dans la catégorie des 63 kg lors des Championnats du Monde et des Jeux IBSA à Antalya, où elle a terminé à la 7e place, ainsi qu'aux Championnats d'Europe IBSA à Crawley, où elle a remporté la médaille de bronze.
Aux Jeux Paralympiques d'été de 2012 à Londres, Akın a d'abord réussi à vaincre son adversaire bulgare Ivomira Mihaylova en quart de finale. En demi-finale, elle a également battu la concurrente française Celine Manzuolini, assurant ainsi sa place en finale, où elle a décroché la médaille d'argent. Après cet événement, elle a pris une pause de 10 ans dans le judoo,.
En 2022, elle a participé aux Championnats du Monde de Judo IBSA qui se sont tenus à Bakou, et a remporté la médaille de bronze dans la catégorie des +70 kg.
Elle a remporté la médaille d'argent aux Championnats parasportifs européens 2023 à Rotterdam.
En 2024, elle a remporté la médaille de bronze aux Jeux Paralympiques d'été qui se sont tenus à Paris, en battant son adversaire Feruza Ergasheva 10-0 dans la catégorie des femmes +70 kg.

## Vie personnelle
Akın est née le 1er septembre 1983 à Diyarbakır.